# Volker Hauptvogel

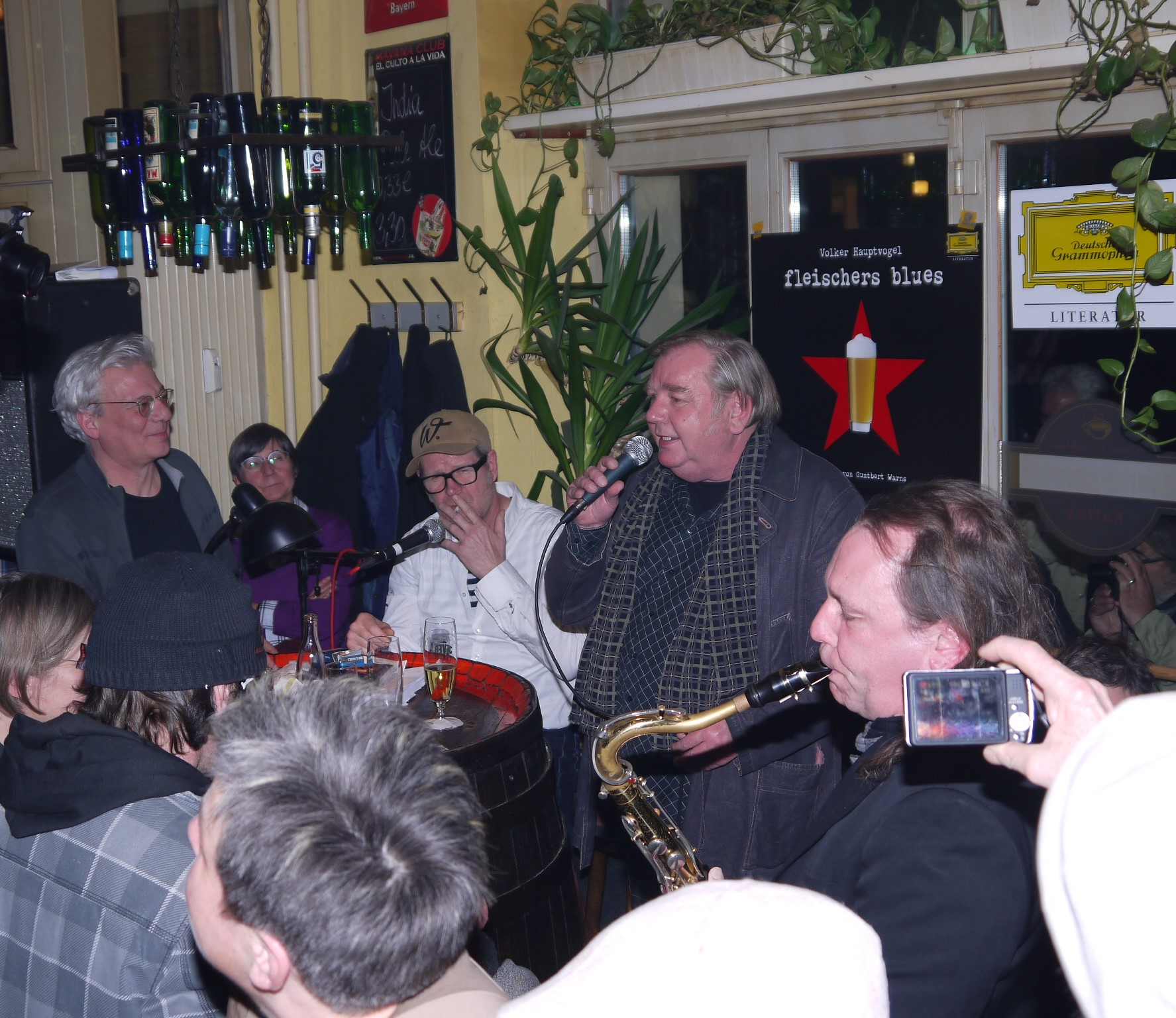
Hauptvogel, Kneipe „Zum Elefanten“ 2016

Volker Hauptvogel (* 1956) ist ein deutscher Schriftsetzer, Sänger, Schauspieler, Autor und Gastronom in Berlin.

## Leben und Wirken
Volker Hauptvogel wurde in Bremerhaven geboren und erlernte dort auch das Schriftsetzerhandwerk. Er veröffentlichte erste Artikel über Reisen in die USA und den Nahen Osten. 1976 zog er nach West-Berlin und arbeitete ab 1980 auch als Autor.
Hauptvogel hat zwei Söhne.
Schauspieler
Hauptvogel wirkte von 1987 bis 1993 in Filmen wie Nekromantik von Jörg Buttgereit und Krieg der Töne von Michael Meert.
Von 2009 bis 2011 spielte er an der Schaubühne am Lehniner Platz in Berlin-Alexanderplatz im Franz Biberkopf als Teil des „Chorus“ mit. Er gab Lesungen zusammen mit Hollow Skai aus dem Roman Please kill me von Legs McNeill und Gillian McCain.
Punk-Sänger
1978 wurde Volker Hauptvogel Gründungsmitglied, Sänger und Texter von der Punk-Band Mekanik Destrüktiw Komandöh (MDK), die 1983 auf USA-Tournee ging. In deren Verlauf lernte er Jello Biafra kennen, und ein gemeinsamer Auftritt folgte. Auf ZickZack Records erschien die LP Kriegserklärung sowie die Single Rohe Gewalt. Auf Rough Trades USA erschien die Maxi-Single Botschaft, die auch bei Zensor-Records verlegt wurde. Die Band löste sich 1984 auf. 2011 gab es limitierte Neuveröffentlichungen. 2015 wurde MDK neu formiert, vier Auftritte mit neuen Texten unter dem Titel Anarchosyndikalistische Musikalische Manifestation unter anderem mit Jello Biafra und seiner „Guantanamo School of Medicine“ im SO 36 wurden bestritten.
Am 2. Juni 2017 erscheint der Tonträger manifestation von Mekanik Destrüktiw Komandöh auf dem Musiklabel Destiny.
Gastronom
Hauptvogel gründete 1984 den „Pinguin-Club“ in Berlin-Schöneberg, auch ein Berliner Treffpunkt für Künstler. So erhielten hier Die Ärzte ihre erste Goldene Schallplatte. 1988 gab Volker Hauptvogel den Pinguin-Club auf. Von 1989 bis 2007 führte er das Restaurant „Storch“. Er übernahm und gestaltete zeitweise die Bierbar Felsenkeller/Möve, ebenfalls in der Schöneberger Szenestraße Akazienstraße und das Bistro „Kuckuck“ in Berlin-Lichterfelde.
Romanautor
1983 erschien im Berliner Karin Kramer-Verlag das Buch Verweigerer. Im März 2016 erschien sein zweiter Roman Fleischers Blues, zunächst als Hörbuch, vorgetragen von Guntbert Warns und Stephan Remmler.

## Filmografie
- 1987: Nekromantik
- 1988: Krieg der Töne
- 1993: Schramm
- 2019: Leif in Concert

## Schriften
- Die Verweigerer im politischen Taumel Berlins. Kramer, Berlin 1983, ISBN 3-87956-148-6.
- Fleischers Blues. Schmitz, Berlin 2016, ISBN 978-3-927795-71-6. Auch als Hörbuch bei „Deutsche Grammophon“, Literatur.